# Schinus myrtifolia
Schinus myrtifolia es una especie de árboles pertenecientes a la familia de las anacardiáceas.  

## Descripción
Es un arbusto o arbolito perennifolio que se encuentra a una altitud de 500 a 3000 metros en Jujuy y Salta  en Argentina.

## Taxonomía
Schinus myrtifolia fue descrito por (Griseb.) Cabrera y publicado en Obra del centenário del museu de La Plata 2: 269. 1937.
Etimología
Schinus, es el nombre griego del lentisco: arbolito perenne de esta misma familia; 
myrtifolia: epíteto latino que significa «con hojas similares a Myrthus».
Sinonimia
- Cybianthus myrtifolius Griseb.
- Schinus bumelioides I.M. Johnst.
- Schinus dependens f. grandifolia Loes.
- Schinus huyngan var. longifolius Kuntze[3]